# Парк Сити (Монтана)
Парк Сити (енгл. Park City) насељено је место без административног статуса у америчкој савезној држави Монтана.

## Демографија
По попису из 2010. године број становника је 983, што је 113 (13,0%) становника више него 2000. године.
| Група             | 2000.       | 2010.       |
| Белци             | 839 (96,4%) | 946 (96,2%) |
| Афроамериканци    | 2 (0,2%)    | 1 (0,1%)    |
| Азијати           | 1 (0,1%)    | 2 (0,2%)    |
| Хиспаноамериканци | 10 (1,1%)   | 15 (1,5%)   |
| Укупно            | 870         | 983         |